# Guillaume Marie-Anne Brune
Guillaume Maria Anna Brune (ur. 13 marca 1763 w Brive-la-Gaillarde, zm. 2 sierpnia 1815 w Awinionie) – marszałek Cesarstwa Francuskiego.

## Życiorys
Początkowo miał być adwokatem, tak jak jego ojciec, jednak on wolał nauki humanistyczne, zwłaszcza literaturę piękną. Stąd zrodziły się jego późniejsze dzieła (m.in. Podróż malownicza i sentymentalna w kilku prowincjach zachodniej Francji).
W czasie rewolucji zaciągnął się do paryskiej gwardii narodowej, utworzonej po wypadkach lipcowych 1789. Dostarczał też artykuły do gazet, a w 1790 założył nawet drukarnię, którą jednak w rok później musiał zamknąć z powodu nieprzewidzianych wypadków. Gdy drukarnia nie wypaliła, Brune zaciągnął się do 2. batalionu Sekwany i Oazy.

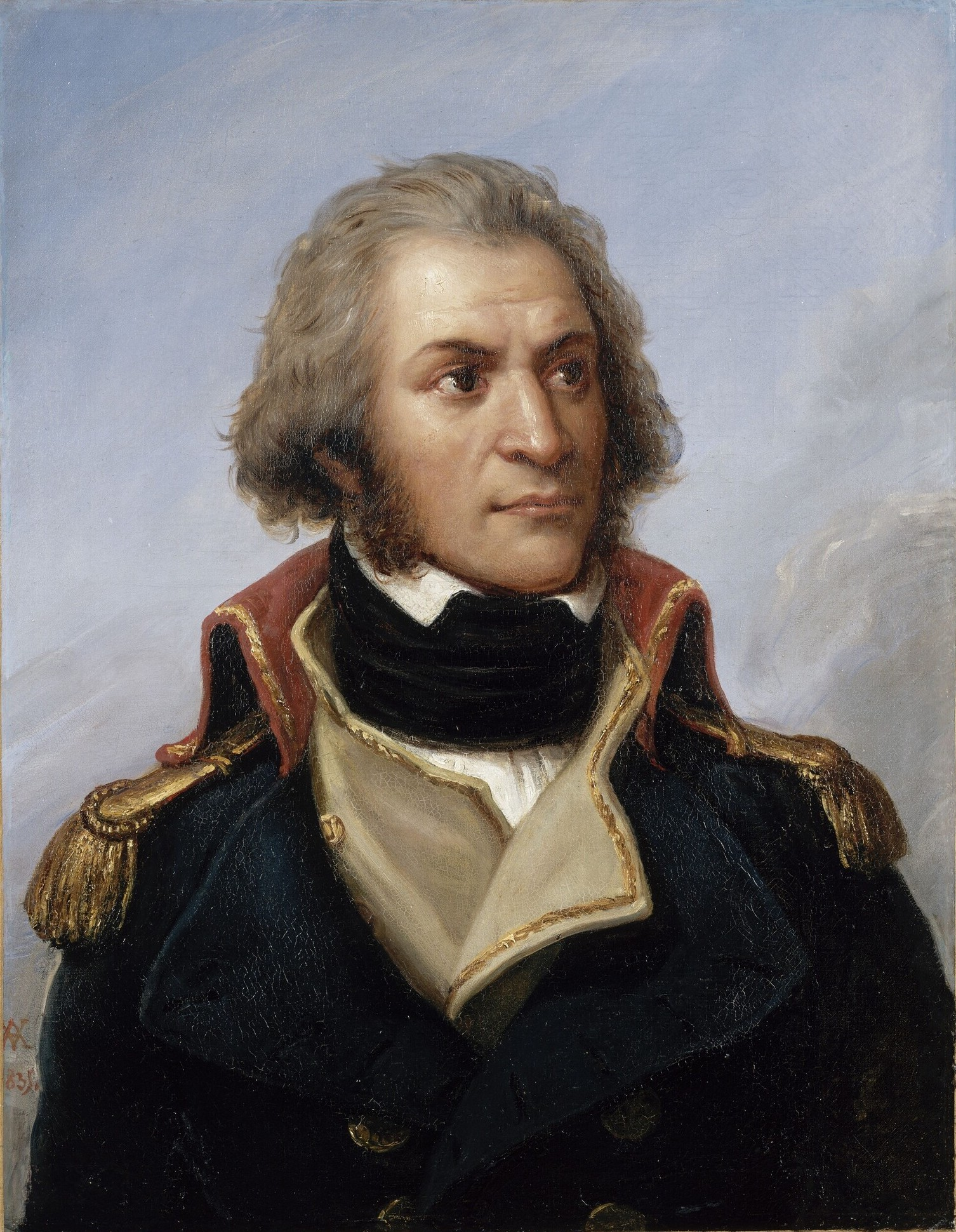
Kapitan Guillaume Brune w 1792 roku

Dnia 18 października mianowany został adiutantem majorem. W dwa lata później mianowany komisarzem wojennym – miał czuwać nad tworzeniem nowych batalionów, przesyłką broni, utrzymaniem kontaktów militarnych między departamentami. Niedługo potem wyprosił członkostwo w sztabie głównym armii walczącej z Prusakami w Szampanii i tam się udał. Udało mu się tam dokonać kilku ważniejszych dla tej wyprawy czynów, zarówno militarnych, jak i politycznych lub organizacyjnych.
Potem otrzymał dowództwo oddziału przy armii w Gironde. W Bordeaux objął dowództwo dywizji. Uczestniczył potem aktywnie w sprawach militarnych, aż do 1796, kiedy to walczył we Włoszech pod wodzą Napoleona Bonaparte. Jako generał brygady został dołączony do dywizji Massény. Na czele 75. pułku grenadierów odparł Austriaków pod St. Michel, walczył pod Rivoli.
Po skończonej wyprawie włoskiej otrzymał dowództwo armii Szwajcarii. Wyprawa przebiegła szybko i sprawnie. W 1799 dowodził w Holandii, gdzie pokonał Anglików pod Birghen, zmusił księcia York do kapitulacji w Alkmaarze.
Dowodził w 1800 we Włoszech, gdzie przeszedł Mincio, w 1801 przeszedł Adygę, obsadził Vicenzę i Rovereto, wymusił rozejm w Treviso. W 1802 wyruszył z poselstwem do Stambułu, gdzie pozostał do 1806.
Po powrocie otrzymał dowództwo części Armii Oceanu, potem armii przeznaczonej przeciw królowi szwedzkiemu. Wyprawa przebiegła pomyślnie, jednak tuż po zawarciu pokoju został odwołany i pozostał bezczynny aż do upadku Cesarstwa. Przez to, gdy Ludwik XVIII wrócił na tron, Brune natychmiast się za nim opowiedział. Jednak gdy Napoleon wrócił do Francji, Brune postanowił dla niego walczyć. Po Waterloo otrzymał rozkaz powrotu do Paryża. Po drodze jednak napadnięto go w Aix, udało mu się jednak ocalić. Dopadnięto go natomiast w Awinionie, gdzie zginął. 2 sierpnia 1815 napadnięto go w domu zajezdnym i zastrzelono. W czasie pogrzebu motłoch wyrwał ciało z rąk tragarzy i wrzucił je do Rodanu.
Guillaume Brune był podobny do Soulta: mierny dowódca, świetny organizator i administrator. Dodatkowo obdarzony był duszą artysty, dzięki czemu spod jego pióra wyszło tyle (mało znanych) utworów. Lepiej czuł się, siedząc na stołku i mając przed sobą stół z górą papierów, niż na koniu, patrząc na nieprzyjacielskie kolumny.

## Odznaczenia
- 1804: Krzyż Wielki Legii Honorowej